# Élections législatives de 1906 dans l'Aube
Les élections législatives dans l'Aube, ont lieu les dimanches 6 mai 1906 et 20 mai 1906.
Elles ont pour but d'élire les 6 députés représentant le département à la Chambre des députés pour un mandat de quatre années.

## Mode de scrutin
L'élection se fait au scrutin d'arrondissement, soit un mode uninominal majoritaire à deux tours.
La circonscription pour l'élection est l'arrondissement.
Le scrutin est individuel, chaque arrondissement élisant un député.
Les arrondissements qui ont plus de cent mille habitants sont divisés. Dans ce cas on élit un député par circonscription électorale.
L'article 18 précise qu'il faut réunir pour être élu au premier tour :
1. La majorité absolue des suffrages exprimés ;
2. Un nombre de suffrages égal au quart des électeurs inscrits.

Au deuxième tour la majorité relative suffit. En cas d'égalité c'est le plus âgé qui est élu.

## Résultats par arrondissement

### Arrondissement d'Arcis-sur-Aube
- Elle regroupe tout l'arrondissement, au nord du département.

|                | Henri Castillard * | Rad ind        | 6 289 | 93,98  |  |  |
|                | René Valdemar      | SFIO           | 403   | 6,02   |  |  |
|                |                    |                |       |        |  |  |
| Inscrits       | Inscrits           | Inscrits       | 9 207 | 100,00 |  |  |
| Votants        | Votants            | Votants        | 7 466 | 81,09  |  |  |
| Blancs et nuls | Blancs et nuls     | Blancs et nuls | 774   | 10,37  |  |  |
| Exprimés       | Exprimés           | Exprimés       | 6 692 | 89,63  |  |  |

*sortant

### Arrondissement de Bar-sur-Aube
- Elle regroupe tout l'arrondissement, à l'est du département.

| Candidats      | Candidats               | Étiquette      | Premier tour | Premier tour |
| Candidats      | Candidats               | Étiquette      | Voix         | %            |
| -------------- | ----------------------- | -------------- | ------------ | ------------ |
|                | Paul Thierry-Delanoue * | Progressiste   | 5 422        | 58,86        |
|                | Caillot                 | Rad ind        | 3 310        | 35,93        |
|                | Edmond Thomas           | SFIO           | 457          | 4,96         |
|                | Combaz                  |                | 25           | 0,27         |
|                |                         |                |              |              |
| Inscrits       | Inscrits                | Inscrits       | 10 719       | 100,00       |
| Votants        | Votants                 | Votants        | 9 336        | 87,10        |
| Blancs et nuls | Blancs et nuls          | Blancs et nuls | 124          | 1,33         |
| Exprimés       | Exprimés                | Exprimés       | 9 212        | 99,67        |

*sortant

### Arrondissement de Bar-sur-Seine
- Elle regroupe tout l'arrondissement, au sud-est du département.

| Candidats      | Candidats       | Étiquette      | Premier tour | Premier tour |
| Candidats      | Candidats       | Étiquette      | Voix         | %            |
| -------------- | --------------- | -------------- | ------------ | ------------ |
|                | Paul Meunier *  | Rad-soc        | 6 049        | 54,15        |
|                | Charles Moreau  | Progressiste   | 4 411        | 39,49        |
|                | Alphonse Grados | SFIO           | 710          | 6,36         |
|                |                 |                |              |              |
| Inscrits       | Inscrits        | Inscrits       | 12 861       | 100,00       |
| Votants        | Votants         | Votants        | 11 290       | 87,79        |
| Blancs et nuls | Blancs et nuls  | Blancs et nuls | 120          | 1,06         |
| Exprimés       | Exprimés        | Exprimés       | 11 170       | 98,94        |

*sortant

### Arrondissement de Nogent-sur-Seine
- Il regroupe tous les cantons de l'arrondissement, au nord-ouest du département.
- Les candidats nationaliste et socialiste se retirent pour le scrutin de ballottage.

| Candidats      | Candidats            | Étiquette      | Premier tour | Premier tour | Ballottage | Ballottage |
| Candidats      | Candidats            | Étiquette      | Voix         | %            | Voix       | %          |
| -------------- | -------------------- | -------------- | ------------ | ------------ | ---------- | ---------- |
|                | François Bachimont * | Rad-soc        | 4 547        | 46,56        | 5 489      | 89,57      |
|                | Morillot             | Nationaliste   | 3 635        | 37,22        | 480        | 7,83       |
|                | Léon Osmin           | SFIO           | 1 584        | 16,22        | 159        | 2,60       |
|                |                      |                |              |              |            |            |
| Inscrits       | Inscrits             | Inscrits       | 11 800       | 100,00       | 11 800     | 100,00     |
| Votants        | Votants              | Votants        | 9 903        | 83,92        | 7 258      | 61,51      |
| Blancs et nuls | Blancs et nuls       | Blancs et nuls | 137          | 1,38         | 1 130      | 15,57      |
| Exprimés       | Exprimés             | Exprimés       | 9 766        | 98,62        | 6 128      | 84,43      |

*sortant

### Arrondissement de Troyes

#### 1ère circonscription (Nord-est)
- Elle regroupe les cantons de Troyes-1, Piney, Brienne-le-Château, Vendeuvre-sur-Barse et de Lusigny-sur-Barse, soit la partie nord de l'arrondissement.

| Candidats      | Candidats                 | Étiquette      | Premier tour | Premier tour | Ballottage | Ballottage |
| Candidats      | Candidats                 | Étiquette      | Voix         | %            | Voix       | %          |
| -------------- | ------------------------- | -------------- | ------------ | ------------ | ---------- | ---------- |
|                | Jean-Baptiste Charonnat * | Rad-soc        | 5 994        | 44,82        | 7 875      | 61,48      |
|                | Georges Bonnafous         | Libéral        | 4 932        | 36,88        | 4 890      | 38,18      |
|                | Georges Maillet           | SFIO           | 2 417        | 18,07        | 32         | 0,25       |
|                | Bonnet                    |                | 27           | 0,20         | 12         | 0,09       |
|                |                           |                |              |              |            |            |
| Inscrits       | Inscrits                  | Inscrits       | 16 693       | 100,00       | 16 693     | 100,00     |
| Votants        | Votants                   | Votants        | 13 524       | 81,02        | 12 996     | 77,85      |
| Blancs et nuls | Blancs et nuls            | Blancs et nuls | 151          | 1,12         | 189        | 1,45       |
| Exprimés       | Exprimés                  | Exprimés       | 13 373       | 98,88        | 12 809     | 98,55      |

*sortant

#### 1ère circonscription (Sud-ouest)
- Elle regroupe les cantons de Troyes-3, Estissac, Bouilly, Ervy-le-Châtel et de Aix-en-Othe, soit la partie sud de l'arrondissement.
- Georges Maillet se retire du scrutin de ballottage.

| Candidats      | Candidats        | Étiquette      | Premier tour | Premier tour | Ballottage | Ballottage |
| Candidats      | Candidats        | Étiquette      | Voix         | %            | Voix       | %          |
| -------------- | ---------------- | -------------- | ------------ | ------------ | ---------- | ---------- |
|                | Gaston Arbouin * | Rad-soc        | 4 728        | 36,91        | 5 636      | 47,99      |
|                | Léandre Nicolas  | SFIO           | 3 556        | 27,76        | 6 030      | 51,35      |
|                | Ballot           | Réactionnaire  | 1 680        | 13,12        | 44         | 0,38       |
|                | Charles Lacotte  | Soc ind        | 1 519        | 11,86        | 36         | 0,31       |
|                |                  |                |              |              |            |            |
| Inscrits       | Inscrits         | Inscrits       | 14 512       | 100,00       | 14 512     | 100,00     |
| Votants        | Votants          | Votants        | 11 728       | 80,82        | 11 954     | 82,37      |
| Blancs et nuls | Blancs et nuls   | Blancs et nuls | 245          | 2,09         | 210        | 1,76       |
| Exprimés       | Exprimés         | Exprimés       | 11 483       | 97,91        | 11 744     | 98,24      |

*sortant